# Це зробила вона
«Це зробила вона» — ілюстрована книжка для дітей і підлітків надрукована вперше навесні 2018 року. Книжка-картинка створена в співпраці 120 творців ілюстрацій і текстів, Національного демократичного інституту та Видавництва «Видавництво».
Обкладинка книги виконана як трафарет з написами «Це зробила вона» і «Дівчата можуть усе». Її вихід супроводжувався кампанією в соціальних мережах з хештегами #ЦеЗробилаВона, #ДівчатаМожутьУсе. Презентації пройшли або заплановані на всіх найбільших книжкових подіях в Україні, видавці планують і закордонні презентації. Анонси та рецензії з'явилися на багатьох новинних, літературних і правозахисних ресурсах України.

## Опис книги та історія створення
Ілля Стронґовський, ідейний натхненник видання і співзасновник «Видавництва» розповів:
|  | Моєю ідеєю було просто довідатися, кого з українок варто знати, і бажано знати з дитинства. З цього бажання все і почалося. |

Кожен із 50 розворотів книжки містить одну історію — ілюстрацію та біографічний текст — про пов'язаних з Україною видатних жінок. Серед героїнь є як дуже популярні особи, так і менш відомі постаті з історії та сьогодення, які зробили вагомий внесок у науку, культуру, політику. І серед творців книги, її текстів та ілюстрацій, є як впізнавані авторки та автори, так і ті, чиї імена не відомі загалу. В відборі героїнь книги згадується допомога письменниць Катерини Калитко і Олени Герасим'юк, , жваве пропонування та обговорення варіантів відбувалось у facebook. В описі поданому видавництвом зазначається, що створення книги тривало 150 днів: перші анонси з'явилися в жовтні 2017 року, а перша презентація відбулася вже 25 квітня 2018.
Декілька сотень примірників книги будуть надіслані в вітчизняні бібліотеки — завдяки підтримці українського представництва організації Національний демократичний інститут Міжнародних Відносин (США). Також видавці запевняють, що кожна придбана книжка «спонсорує» передачу ще одного примірника в громадські бібліотеки. В ході роботи над книгою було оголошено: іще 50 створених у той же спосіб історій будуть зібрані в другому томі «Це теж  зробила вона», виходу якого можна очікувати 2018 року.

### Героїні та авторки
| Сторінки | Героїня                     | Ілюстраторка/ілюстратор | Авторка/автор тексту |
| -------- | --------------------------- | ----------------------- | -------------------- |
| 6-7      | Анна Ярославна              | Павло Півень            | Марія Хімич          |
| 22-23    | Наталія Кобринська          | Анна Іваненко           | Маркіян Камиш        |
| 28-29    | Леся Українка               | Євгенія Гайдамака       | Тамара Гундорова     |
| 30-31    | Соломія Крушельницька       | Світлана Балух          | Галина Вдовиченко    |
| 46-47    | Антоніна Прихотько          | Надія Кушнір            | Ірина Вікирчак       |
| 58-59    | Єлизавета Аветівна Шахатуні | Олександра Промська     | Ярослава Литвин      |
| 74-75    | Софія Караффа-Корбут        | Наталія Сойко           | Петро Яценко         |
| 86-87    | Ганна Єльська               | Наталія Левицька        | Юлія Смаль           |
| 90-91    | Гайдемарі Стефанишин-Пайпер | Тарас Сусак             | Олександра Орлова    |
| 96-97    | Яна Клочкова                | Женя Васильєва          | Альона Жук           |

## Сприйняття книги
Передмову до книги та вітальне слово під час презентації підготувала віце-прем'єр-міністр з питань європейської та євроатлантичної інтеграції України Іванна Климпуш-Цинцадзе. Вона зазначила:
|                                                             | Думаю, нині нам бракує саме цього — віри в себе. Не лише жінкам, а всім. Її бракує нашому громадянському суспільству й Україні загалом. Сподіваюся, ця книжка додасть нам віри й завзяття, надихне на нові звершення в побудові успішної країни |
| — Цитата з виступу під час презентації книги 25 квітня 2018 | |

Оксана Лущевська, одна з авторок книги поділилася своїми враженнями:
|  | Цей двотомник вагомо акцентує увагу на загальнолюдських цінностях. Він по-особливому демонструє внесок жінок у творення України і наголошує на рівності у здійсненні прав та реалізації власного потенціалу у будь-якій сфері... Понад п’ять років я викладала дитячу літературу в університеті, де ми зі студентами глибоко аналізували книжки подібні за напрямком (в США книжки для дітей про жінок набули великої популярності з 2000-х). Такі книжки були для нас ключовими, як і ті книжки, які всіляко торкалися рівноправ'я в суспільстві. Мені важить, що цей проект відбудеться. Бути його частиною – неймовірно. |